# Inder Kumar Gujral

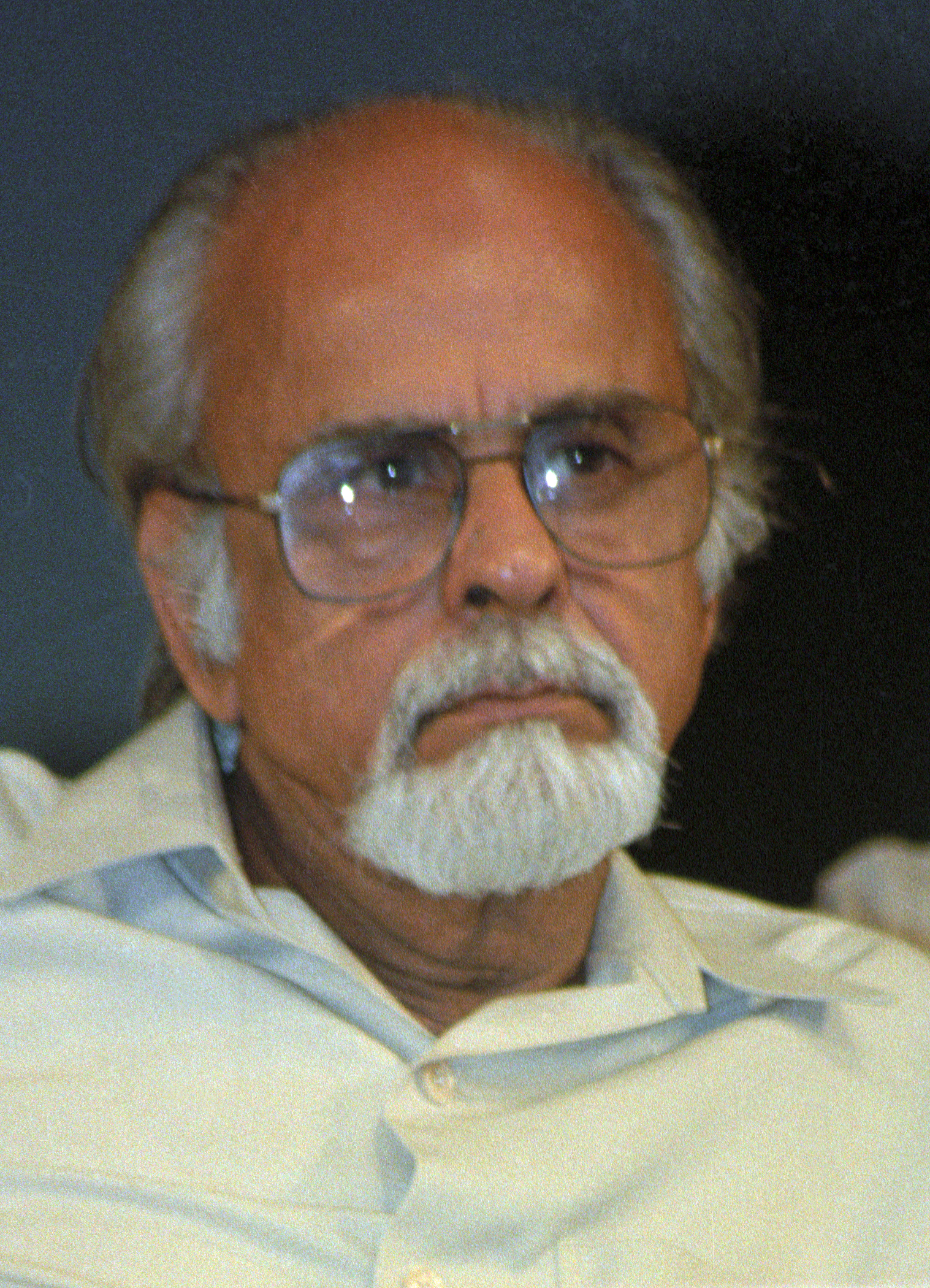
Inder Kumar Gujral 1997.

Inder Kumar Gujral Ph.D., född 4 december 1919 i Jhelum, Punjab (i nuv. Pakistan), död 30 november 2012 i Gurgaon, Haryana, var en indisk politiker som var landets premiärminister 1997–1998.

## Politisk karriär i urval
- Ledamot i Rajya Sabha 1964-1976, 1989-1991, 1992-1996
- Olika ministerposter på federal nivå 1967-1976
- Ambassadör i Sovjetunionen 1976-1980
- Indiens utrikesminister 1989-1990, 1996-1997
- Talman i Rajya Sabha 1996
- Indiens premiärminister 1997-1998 för Janata Dal och United Front